# Lokrum
Lokrum je otok u hrvatskom dijelu Jadranskog mora u dubrovačkom akvatoriju.

## Zemljopisni položaj
Otok je udaljen 0,5 Nm jugoistočno od Dubrovnika.

## Naziv
Ime otoka vjerojatno je izvedenica iz latinske riječi acrumen što znači kiselo voće, jer je otok nekoć obilovao stablima kiselih divljih naranača.

## Općenito
Najviši vrh otoka je Glavica a visina iznosi 96 metara. U njegovom južnom dijelu je smješten krški fenomen ovog otoka, 10 m duboko slankasto jezero nazvano Mrtvo more.
Sjeveroistočna obala je niska i pogodna za pristajanje malih čamaca, dok je jugozapadna obala strma i nepristupačna. Na istočnoj obali otoka je mala lučica Portoć prilagođena prihvatu manjih izletničkih brodica, a na južnom dijelu se nalazi dvorac, napušteni benediktinski samostan. Lokrum, koji je omiljeno izletište domaćih i stranih turista, zaštićeni je posebni rezervat šumske vegetacije. Na Lokrumu se nalazi i botanički vrt. Uz raritetno bilje botaničkog vrta otok je obrastao planikom, lemprikom, tršljom, zelenikom, mrčom, vrijesom, smrijekom, sominom, česvinom, osobito borom i čempresom. 

## Povijest
Najraniji nalazi na Lokrumu datirani su u 6. i 5. stoljeće prije Krista, a pronađen je i ulomak rimske stele iz 1. ili 2. stoljeća. Otok je dubrovačka komuna 915. ustupila bazilijancima. Lokrum 1023. godine dubrovački nadbiskup Vital i načelnik Lampredije s gradskim plemstvom daruju svojim sugrađanima, svećeniku Lavu i benediktincu Petru, čitav otok Lokrum da na njemu sagrade samostan i nesmetano ga posjeduju. Od tih dana započinje dokumentirano razdoblje povijesti otoka.
Na Lokrumu se, navodno, 1192. godine iskrcao engleski kralj Rikard I. Lavljeg Srca, zatečen olujom na povratku iz trećeg križarskog rata. U znak zahvalnosti poklonio je veći iznos novaca za gradnju crkve na mjestu spasa na Lokrumu. Predaja kaže da su Dubrovčani uvjerili Rikarda da novac pokloni katedrali jer da se s vrha katedrale vidi mjesto gdje se dokopao kopna.
Tijekom 1571. godine na otoku je boravio alžirski gusar Karahosa (Ulus Ali). Od nekoliko crkvica sačuvane su crkvica Navještenja i kapela Sv. Vlaha iz 1557. godine.
Na najvišem vrhu Lokruma nalazi se utvrda Royal u obliku zvijezde, koja je sagrađena po Napoleonovoj naredbi maršalu Marmontu 1806. godine, odmah nakon što je Dubrovnik zauzet na prevaru. Utvrdu je kasnije koristila i austrijska vojska, koja je 1830. godine izvela znatne dogradnje.
Maksimilijan Ferdinand von Habsburg u više je navrata boravio na Lokrumu. Maksimilijan je bio veliki ljubitelj prirode pa je oduševljen otokom dao urediti opatiju i vrtove za koje je zemlju i sadnice dopremao iz Koruške, a same radove osbno je nadgledao. Prepričava se predaja prema kojoj je carica Elisabeta, zvana Sissi, zaljubljena u otok na obali Mrtvog mora na Lokrumu ostavila bisere kako bi imala razloga vratiti se. Godine 1859. nadvojvoda Maksimilijan I. kupio je otok od obitelji Tomašević. Dao je preurediti benediktinski samostan u ljetnikovac, a samostanski vrt u botanički vrt. Poginulim pomorcima s brika Tritona, koji je potonuo nakon eksplozije 9. svibnja 1859. i u smrt povukao 95 mornara, dao je podići spomen-križ na sjeveru Lokruma. Kasnije su se izmjenjivali vlasnici, a među poznatijima je bio i austrijski prijestolonasljednik Rudolf za kojeg je otok 1. listopada 1878. kupio predsjednik sabora Đuro Vojnović.
Rezervat na otoku proglašen je 1963. godine i zauzima 72,4 ha. Godine 1976. uvršten je u popis specijalnih rezervata šumske vegetacije. Akademija znanosti i umjetnosti utemeljila je 1959. botanički vrt zbog istraživanja prilagodbe tropskih i suptropskih biljaka na sredozemnu klimu. Njegovo uređenje započelo je 1960. na površini od 2 ha. Za javnost je otvoren 1967. Prije Domovinskog rata imao je 1 200 biljnih vrsta. Danas ih ima oko 600. Vrt resi 70 vrsta eukaliptusa, najveća zbirka na svijetu izvan matičnog australskog kontinenta. Teško je stradao u Domovinskom ratu kada je samo na botanički vrt palo oko 50 projektila,  koji su uništili 20 % biljnih vrsta. Uništeno je raslinje, izgorjela dokumentacija, knjižnica i stručna literatura. Glavni putovi i staze Lokruma uređeni su još tijekom druge polovine 20. stoljeća. Još 1904. otok se posjećivao parobrodima Marija i Ursus, dok je organizirani brodski prijevoz započeo 1965.

## Benediktinska opatija sv. Marije
Najstarija i najznačajnija benediktinska opatija na dubrovačkom području nalazila se na otoku Lokrumu. Dubrovčani su rano uvidjeli stratešku važnost otoka te su u prvoj polovici 11. stoljeća odlučili da se na njemu nastane benediktinci. Lokrumska opatija osnovana je 1023. godine kada su gradski prior i nadbiskup Vital zatražili od benediktinca Petra Gučetića, iz opatije S. Maria na otoku Tremiti u južnotalijanskoj regiji Apuliji, da osnuje benediktinsku opatiju na Lokrumu.
Benediktinci koji su došli na Lokrum u prvoj polovici 11. stoljeća izgradili su veličanstven samostan. Pretpostavlja se da je prva benediktinska građevina na Lokrumu izgrađena u predromaničkom slogu. Njeni ostatci nisu nađeni, no njeno postojanje pretpostavlja se na temelju sačuvanih ulomaka koji su uzidani u gospodarsku zgradu unutar sklopa nekadašnjeg samostana. Spomenuti ulomci datiraju se upravo u prvu polovicu 11. stoljeća.
Starocrnogorski, dukljanski vladari iz dinastije Vojislavljevića - Bodin i Đorđe, početkom 12. st. su poveljama darivali i potvrđivali darove opatiji.
Na prijelazu iz 12. u 13. stoljeće lokrumski benediktinci grade novu crkvu u jasnom romaničkom slogu. Od nje je ostao sačuvan sjeverni zid i tri polukružne apside. Spomenuti zid pri vrhu je flankiran nizom visećih lukova. Način zidanja pravilnim četverokutima i obline samih apsida odaju značajne dimenzije skladnog i čvrstog romaničkog zdanja. Romanička crkva na Lokrumu bila je jedna od većih građevina na dubrovačkom području. U 15. stoljeću crkva je dobila novo pročelje gotičko-renesansnog stila te je proširena za deset dubrovačkih lakata. U razdoblju 15. i 16. stoljeća crkvi su nadodane dvije pobočne kapele. Nad portalom nalazio se nadvratnik s renesansnom lunetom u kojoj je reljefni prikaz Navještenja, s Bogorodicom i arkanđelom Gabrijelom. 
Uz nekadašnji južni zid spomenute crkve prostirao se romanički samostan od kojega je sačuvano tek par ulomaka.
Prateći cvat dubrovačkog graditeljstva krajem 15. i početkom 16. st. lokrumski benediktinci grade novi samostan u gotičko-renesansnom slogu. Novi samostan prostire se na južnoj strani postojećeg sklopa. Odlikuje se prostranim klaustrom koji uokviruju bogati kasnogotički lisnati kapiteli. Veličanstvena bifora na južnom zidu osvjetljavala je dugi hodnik s redovničkim ćelijama. Ova reprezentativna bifora vjerojatno je najveća kasnogotička bifora u dalmatinskom graditeljstvu.
Godine 1667. dogodila se Velika trešnja, potres velikih razmjera koji je značajno oštetio cijeli Dubrovnik pa tako i građevine benediktinaca na otoku Lokrumu. Stjepan Gradić, lokrumski opat, 1691. godine predlaže raspuštanje samostana, no opatija je ukinuta tek 1798. godine.
Otok je nakon ukidanja opatije prodan nekolicini Dubrovčana, a redovnici su poslani u Italiju. U drugoj polovici 19. st., točnije 1860. g., otok je pripao dinastiji Habsburg i kneževskoj obitelji Windischgrätz. Tada se na prostoru samostana gradi Maksimilijanov ljetnikovac s raskošnim vrtovima. Na samom kraju 19. st. Lokrum je pripao dominikancima, a nakon Prvog svjetskog rata na njemu se nalazilo oporavilište za djecu. Sredinom 20. st. sklop preuzima tadašnji JAZU, koji ovdje uređuje biološki institut i prirodoslovni muzej.

## Zanimljivosti
Hrvatska pošta izdala je prigodne poštanske marke u seriji Hrvatski turizam s motivima Lokruma.

## Galerija slika
- Lučica Portoč
- Lugareva kuća
- Ulaz u Rezervat Lokrum
- Lazaret
- Tritonov križ
- Velika vodosprema
- Pogled s utvrde Fort Royal na Grad Dubrovnik
- Otok gledan s utvrde Fort Royal
- Šume Lokruma
- Paun na Lokrumu
- Crkva na Lokrumu
- Dio botaničkog vrta
- Samostan na Lokrumu
- Unutrašnjost samostana
- Mrtvo more
- Druga obala

## Vanjske poveznice
Posebni rezervat šumske vegetacije – otok Lokrum  Arhivirana inačica izvorne stranice od 26. travnja 2013. (Wayback Machine)
|  | Zajednički poslužitelj ima još gradiva o temi Lokrum |